# Gruver (Teksas)
Gruver je grad u američkoj saveznoj državi Teksas. Prema popisu stanovništva iz 2010. u njemu je živjelo 1.194 stanovnika.